# Athanase Laurent Charles Coquerel

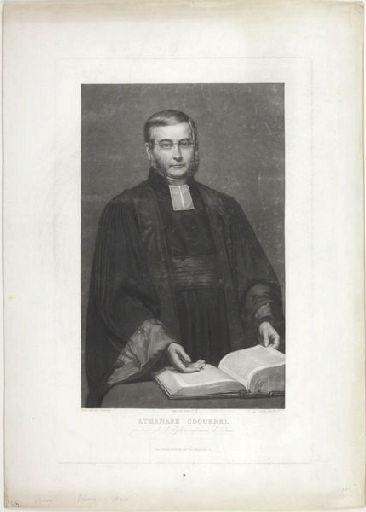
Athanase Laurent Charles Coquerel

Athanase Laurent Charles Coquerel, född 1795, död 1868, var en fransk reformert teolog. Han var far till Athanase Josué Coquerel.
Coquerel var präst vid den vallonska kyrkan i Amsterdam, och blev 1832 präst i Paris. Han tillhder efter revolutionen 1848 den konstituerade församlingen, och blev 1849 medlem av parlamentet som moderat republikan. Han företrädde en liberal teologi med dragning åt rationalism. Coquerel var även en framstående predikant.